# FC Inter Orhoy
FC Inter Orhoy var en ungdomsklubb i fotboll med fäste i Tensta, Husby och Rinkeby och med Vasalunds IF som arvtagare 
efter flera sammanslagningar.
Klubben startades av assyrier/syrianer som gav den namn efter  den forntida staden med det syriska namnet Orhoy, föregångare till antikens Edessa, och i nyare tid känd som  Şanlıurfa eller Urfa i Turkiet. 
Klubben bildade Spånga/Orhoy med grannklubben Spånga IS på 90-talet, men detta samarbete var relativt kortvarigt. Den gick senare ihop med Essinge IK och bildade Essinge International. Essinge International slogs därefter ihop med Vasalund och bildade  Vasalund/Essinge IF med nuvarande namn Vasalunds IF. 
Starka ideella krafter bidrog till klubbens framgångar på ungdomsnivå med segrar i Stockholm Soccer Cup, Gothia Cup samt Dana Cup. Bland spelare som senare spelat i högre divisioner och internationellt märks Henok Goitom, Gabriel Özkan, Christer Youssef och Imad Zatara. Även Ahmed Ibrahim Ali, som med sitt smeknamn givit namn till barnfotbollsturneringen Romarios cup, inledde sin korta bana i klubben.
FC Inter Orhoy hade under mitten av 1990-talet ett omskrivet samarbete med italienska storklubben Inter. Detta innebar att Tensta/Rinkeby-klubben spelade i Inters dräkter och fick även möjligheten att delta med  spelare och ledare till träningsläger för ungdomar i Milano. En av de ungdomar som fick denna möjlighet var Henok Goitom, senare allsvensk spelare i AIK.